# Otočić Smokvica Vela (ö i Kroatien)
Otočić Smokvica Vela är en ö i Kroatien.   Den ligger i länet Šibenik-Knins län, i den södra delen av landet, 230 km söder om huvudstaden Zagreb. Arean är 1,2 kvadratkilometer.
Terrängen på Otočić Smokvica Vela är platt. Öns högsta punkt är 83 meter över havet. Den sträcker sig 1,7 kilometer i nord-sydlig riktning, och 1,3 kilometer i öst-västlig riktning.